# Odette Myrtil
Odette Myrtil, född 28 juni 1898 i Paris i Frankrike, död 18 november 1978 i Doylestown, Pennsylvania, var en fransk-amerikansk skådespelare, sångare och violinist.

## Biografi
Odette Myrtil började uppträda som violinist i Paris som tonåring. 1915 blev hon en av flickorna i Florenz Ziegfelds revyer på Broadway. Som artonåring medverkade hon i revyn The Bing Boys Are Here i London. Under 1920-talet var hon åter verksam i USA, främst på New Yorks teaterscener. Hon medverkade i ett trettiotal filmer, men då främst i småroller.
Sina senare år tillbringade hon i New Hope i Pennsylvania där hon drev en teater och en restaurang.

## Filmografi, urval
- 1936 – Varför byta männen hustru?
- 1940 – Kitty Foyle – ung modern kvinna
- 1941 – Ljuset bortom dimman
- 1941 – Tvillingarna (ej krediterad)
- 1942 – Yankee Doodle Dandy
- 1942 – Mannen med sälgpiporna
- 1942 – Det hände i Paris
- 1942 – Dårarnas paradis (ej krediterad)
- 1943 – Till nu och för evigt
- 1943 – Soldatflamman (ej krediterad)
- 1944 – Han föll med ära
- 1944 – Mörka vatten
- 1945 – Rhapsody in Blue (ej krediterad)
- 1951 – Främlingar på tåg (ej krediterad)
- 1954 – Jag minns Paris

## Teater

### Roller
| År   | Roll        | Produktion                                                           | Regi         | Teater                          |
| ---- | ----------- | -------------------------------------------------------------------- | ------------ | ------------------------------- |
| 1949 | Bloody Mary | South Pacific Richard Rodgers, Oscar Hammerstein II och Joshua Logan | Joshua Logan | Majestic Theatre, New York, USA |